# Amorphophallus paeoniifolius

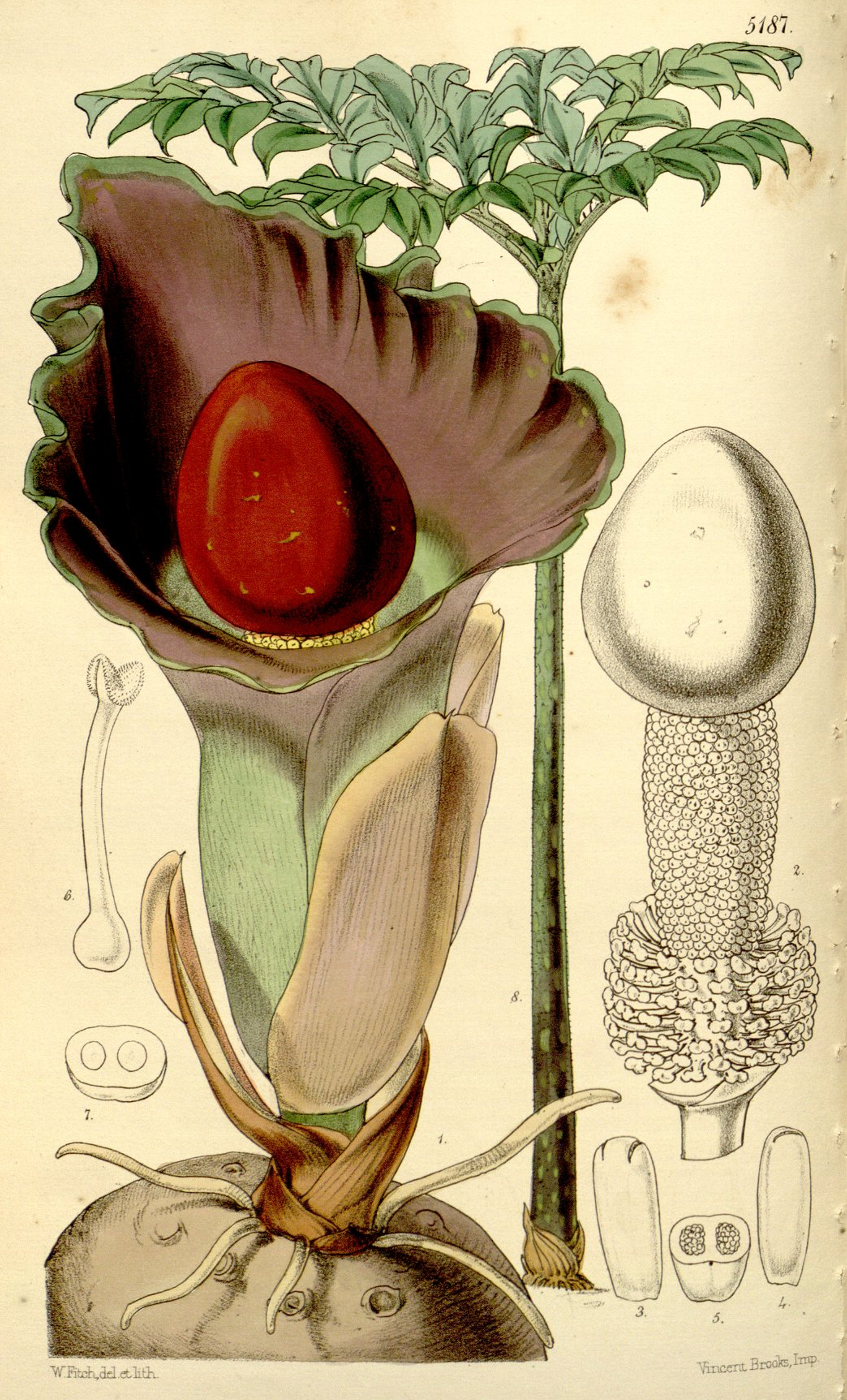
Ilustração.

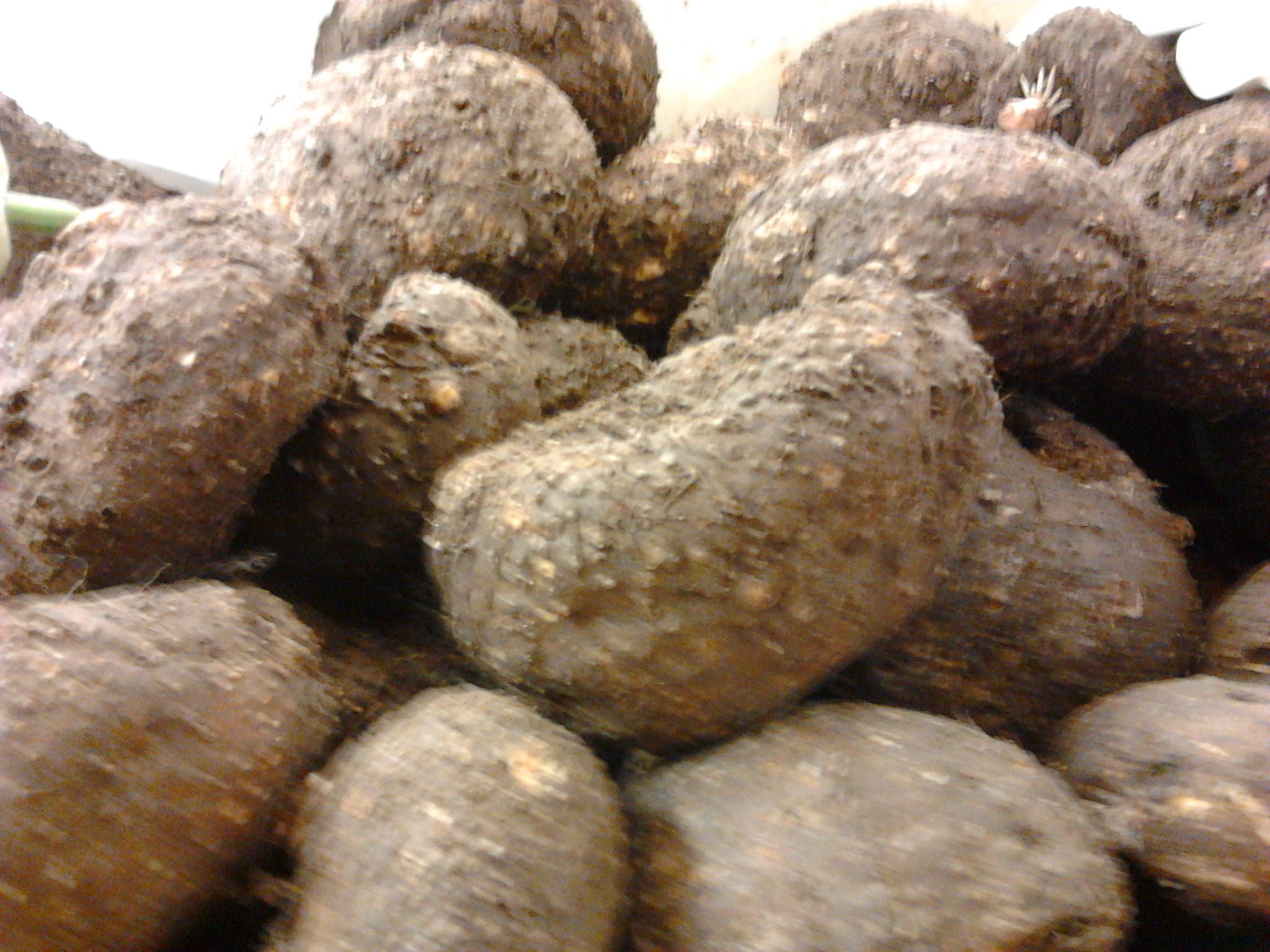
Cormos (inhames) de A. paeoniifolius.

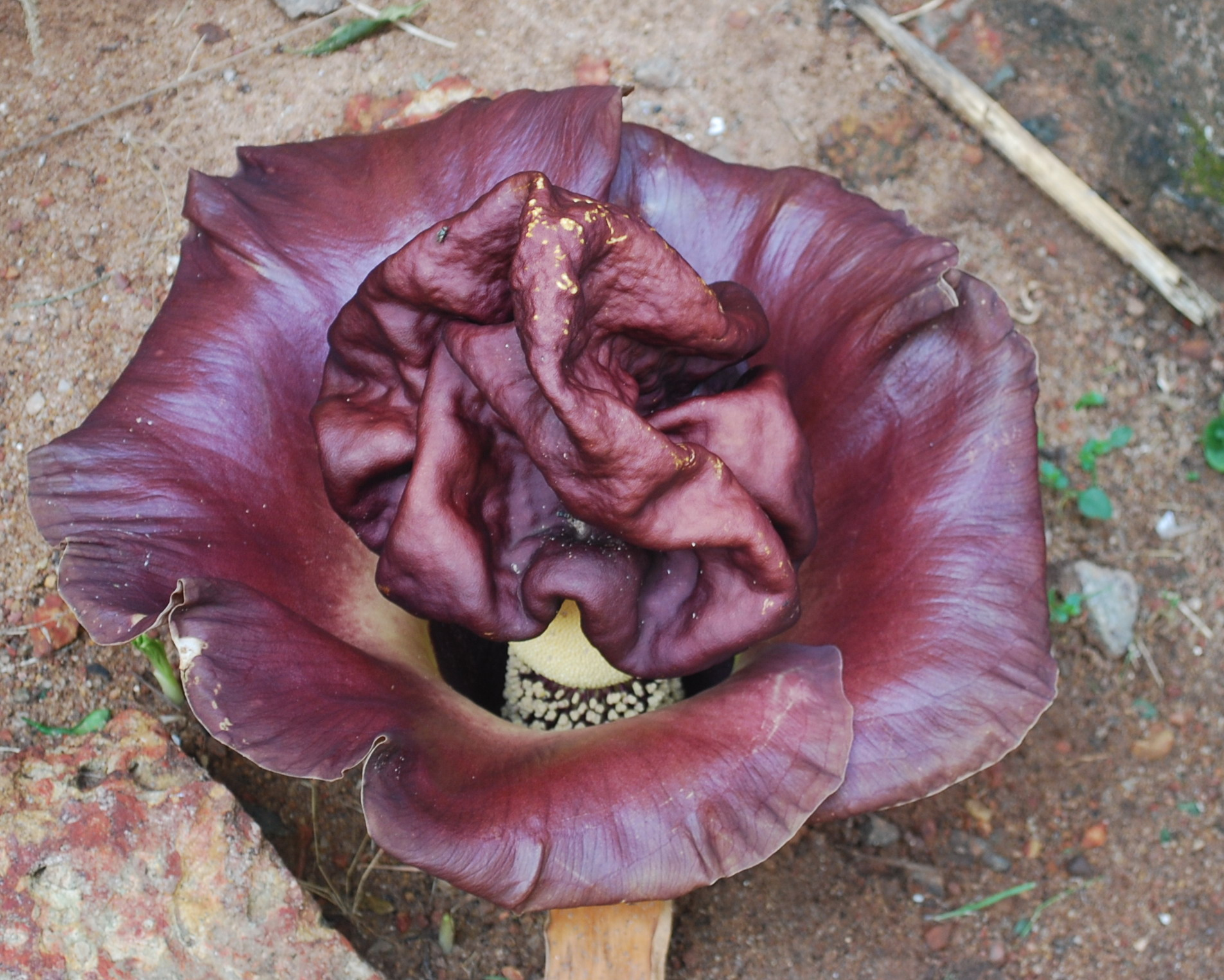
Detalhe da flor.

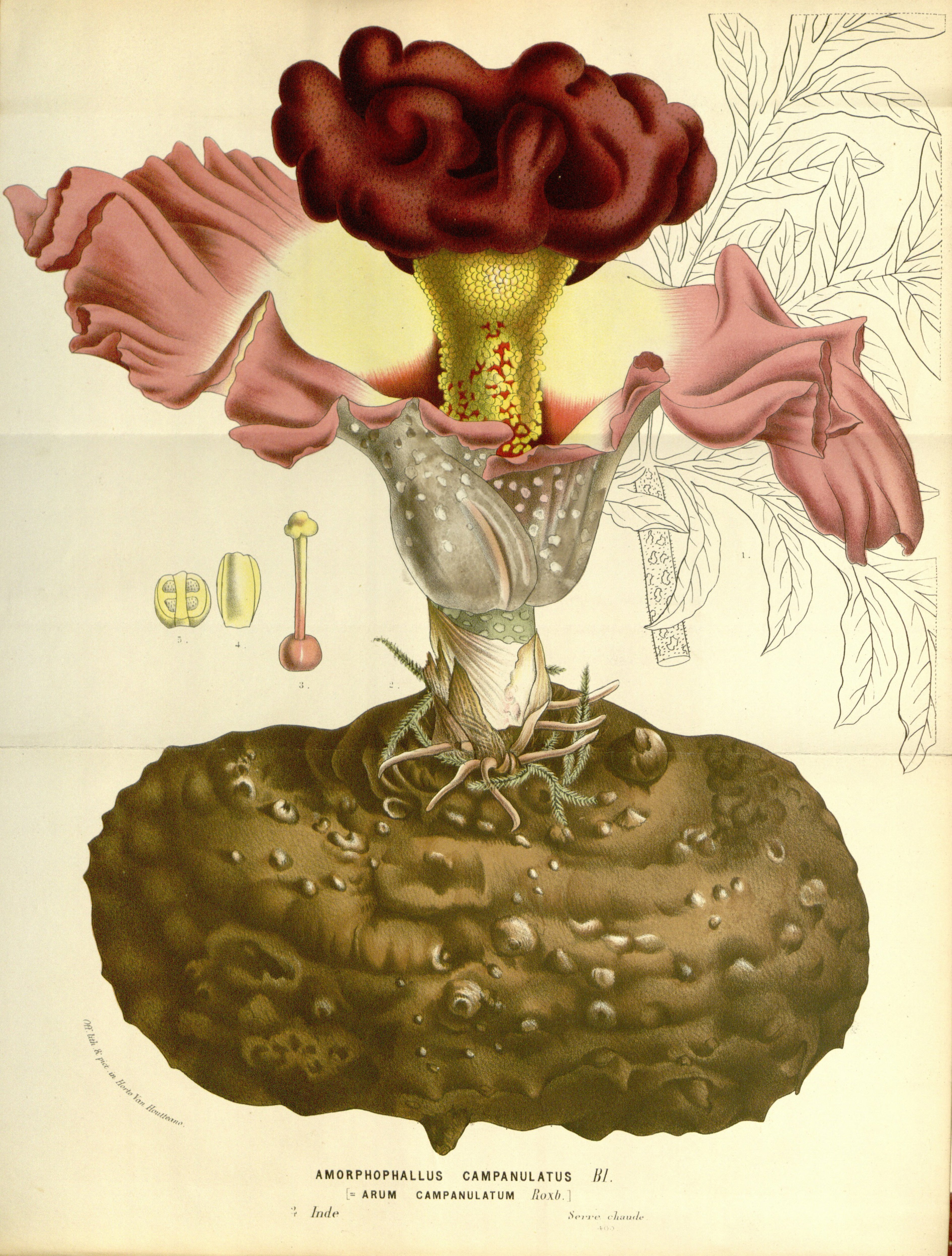
Ilustração de Flore des Serres.

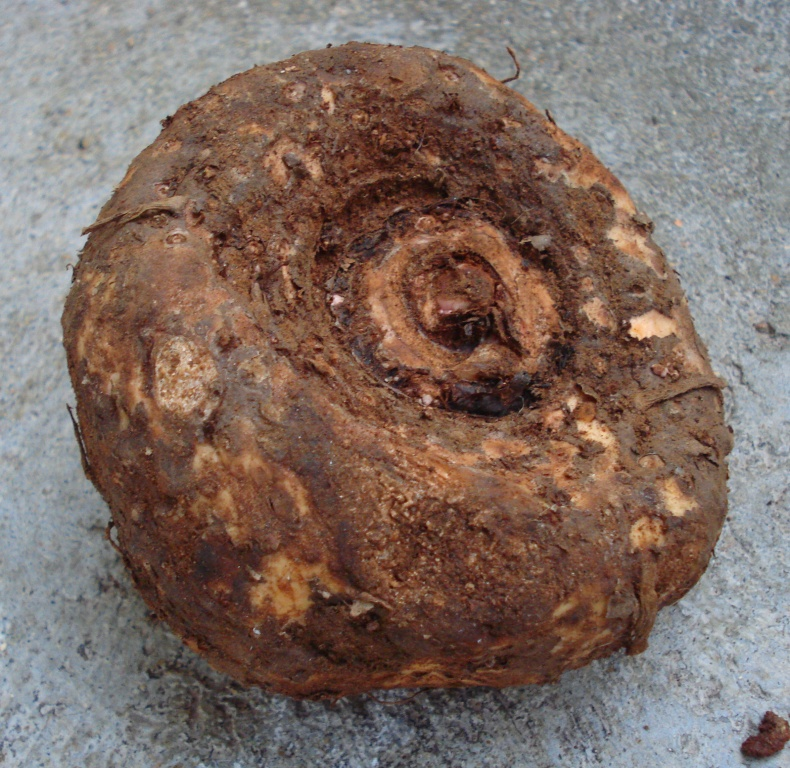
Tubérculo.

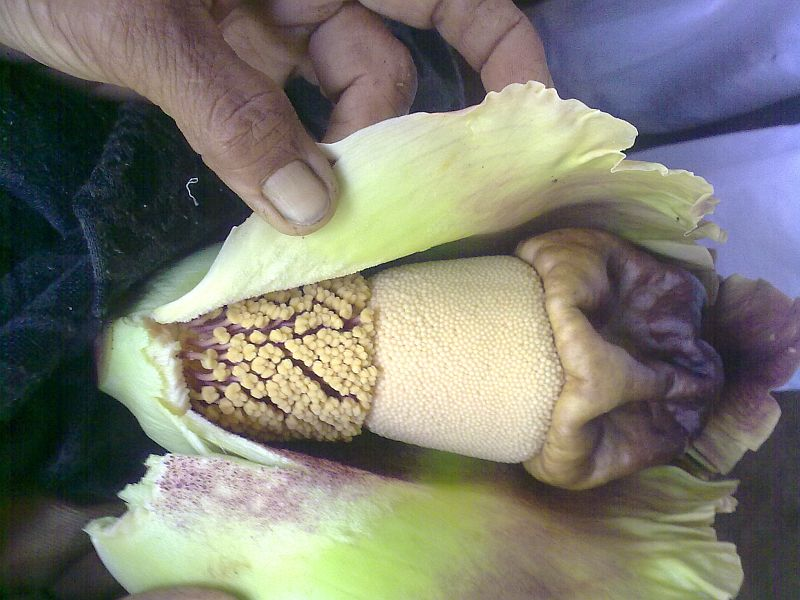
Detalhe da flor.

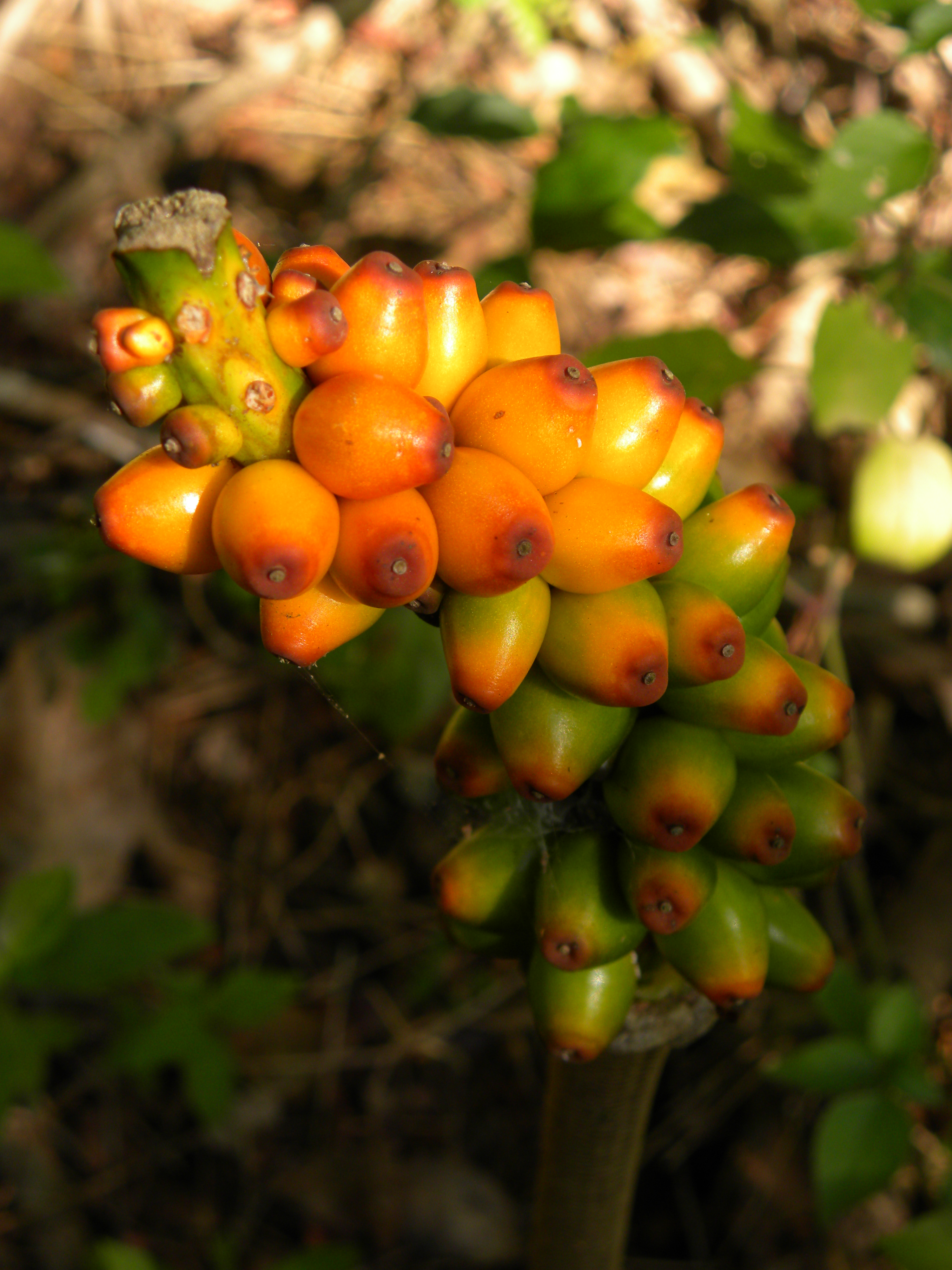
Frutos.

Amorphophallus paeoniifolius é uma espécie de planta herbácea pertencente à família das Araceae. A espécie é cultivada nas regiões tropicais para produção de tubérculos utilizados para fins alimentares que são uma fonte importante de hidratos de carbono na Índia e Indonésia e uma colheita secundária muito apreciada na Ásia e África tropical e nalgumas ilhas do Pacífico. Os tubérculos são comercializados nos mercados internacionais de alimentos, sendo popular como vegetal de acompanhamento em várias tradições culinárias.

## Descrição
A. paeoniifolius é um geófito herbáceo perene que produz uma única inflorescência anual, seguido por uma grande folha solitária. A planta quando esmagada e as suas inflorescências exalam um cheiro pútrido. Após o período de crescimento, a folha e a inflorescência morrem, ficando a planta reduzida a um órgão de armazenamento subterrâneo, um tubérculo amiláceo de grandes dimensões. O tubérculo é de coloração acastanhada escura, aplanado, em forma de globo, de até 50 × 30 cm de dimensão, com cicatrizes profundas e proeminentes, podendo pesar até 15 kg.
As folhas são em geral apenas uma por tubérculo, embora raramente possam ser duas, com pecíolo de até 2 m de altura e 20 cm de diâmetro, com superfície rugosa ou mesmo verrugosa. As folhas apresentam coloração verde-pálido a verde-escuro ou mesmo muito escuro em algumas variedades, com manchas pálidas e numerosos pequenos pontos escuros. Limbo com até 3 m de diâmetro e profundamente dividido em segmentos que numa análise menos cuidada aparentam ser folhas autónomas. Folíolos de até 35 × 12 cm.
A inflorescência é um espádice de até 70 cm de comprimento, com as flores femininas concentradas na parte inferior, constituídas por pistilos quase nus. Cada pistilo consta de um ovário de coloração verde pálido ou acastanhado, com um estilo acastanhado e dois ou três lóbulos  e estigmas amarelos. A parte intermédia do escapo é uma zona floral masculina, com flores com estames amarelos em grupos densos. O ápice do espádice é um apêndice de coloração castanho-escura, de forma bulbosa, arredondada e profundamente enrugado.
A espata (bráctea que rodeia o espádice) apresenta forma campanulada, mais larga que comprida, de até 45 × 60 cm, coloração verde-pálido a castanho-escuro, com manchas pálidas na face exterior. Apresenta abertura para o exterior, formando uma estrutura volante, de coloração acastanhada e brilhante, semelhante a um colar em torno do espádice. A parte basal da face interior interior é de coloração verde-amarelo pálido. A inflorescência emite um odor que recorda a carne podre, que atrai insectos polinizadores, como diversas espécies de moscas e de coleópteros necrófagos.
O fruto é uma baga sub-globosa ou ovóide com cerca de 2 × 1 cm, de coloração vermelho brilhante quando madura. Frutifica num pedúnculo (caule) com 20–100 cm de comprimento.

## Distribuição
A espécie tem como habitat preferencial os bosques secundários e zonas de vegetação muito perturbada, até altitudes de 800 m acima do nível médio do mar.
Como a espécie Amorphophallus paeoniifolius está em contínua cultivo na Ásia tropical desde há muitos séculos, foi introduzida numa vasta região, estendendo-se muito para além da sua área de distribuição natural. Como é transportada facilmente pelos humanos e escapa facilmente de cultura ocorre como naturalizada em muitas regiões, o que dificulta a determinação da sua área de distribuição natural.
Apesar das dificuldades de determinação apontadas, A. paeoniifolius é considerada nativa das regiões tropicais do Sueste Asiático, mas tem uma vasta área de expansão, onde é cultivada e ocorre como naturalizada, a qual se estende desde a Índia à Austrália, à África tropical e a todo o Sueste Asiático e Malésia, incluindo muitas das ilhas dos Oceanos Pacífico Índico tropical e subtropical. A espécie é considerada naturalizada em Madagáscar e nas Seychelles.

## Uso agronómico
A espécie A. paeoniifolius é amplamente cultivada pelos seus tubérculos comestíveis, os quais são uma fonte importante de hidratos de carbono na Índia e Indonésia, e uma colheita que apesar de  secundária é muito valorada em vastas áreas da Ásia tropical. Os tubérculos podem ser encontrados à venda nos mercados internacionais de alimentos.
Na Índia a espécie é uma importante cultura em Biar, Bengala Ocidental, Querala, Carnataca, Andra Pradexe, Maarastra e Orissa. É conhecida pelo nome comum de "oal" (ol (ওল) em bengali, suran ou jimikand em marata e hindi, chenai kizhanguem tâmil, suvarna gedde (ಸುವರ್ಣ ಗೆಡ್ಡೆ) em canarês, chena (ചേന) em malaiala, oluo em oriá, kanda gadda em telugo e kaene em tulu).
Em Bihar é usada na confecção de um caril de oal, oal bharta ou chokha, picles e chutney. O chutney de oal é conhecido por "barabar chutney" pois inclui manga, gengibre e oal em iguais quantidades, daí o nome barabar (que significa "em igual quantidade").
No Bengala Ocidental, estes cormos (inhames) são consumidos fritos ou num caril. As partes vegetativas da planta são também consumidas nesta região como vegetal verde sendo designadas por em bengali:  ওল শাক "ol shaak".
No Cambodja, o cormo é conhecido por toal thom (ទាល់ធំ).
Em Tonga, onde o cormo é conhecido pelo nome de teve, é considerado como um inhame muito inferior a todas as restantes espécies produtoras de cormos amiláceos, sendo apenas comido em épocas de carestia quando nada melhor está disponível.
A espécie também é considerada como tendo propriedades medicinais, sendo utilizada em muitas preparações ayurvédicas (medicina tradicional hindu), sendo amplamente recomendado como remédio nas três tradições médicas indianas: Ayurveda, Siddha e Unani. Os tubérculos são reputados como tendo propriedades analgésicas, anti-inflamatórias, antiflatulência, digestivas, afrodisíacas, de rejuvenescente e tónicas. É utilizado tradicionalmente no tratamento de uma ampla gama de condições, incluindo eliminação de vermes parasitas intestinais, inflamação, flatulência, esgotamento, hemorróides, anemia e fadiga crónica.
O cormo é prescrito para bronquite, asma, dor abdominal, emese, disenteria, aumento do baço, elefantíase, doenças devidas ao sangue viciado e inchaços reumáticos. Os estudos farmacológicos mostraram uma variedade de efeitos, especificamente actividade antiprotease, actividade analgésica e actividade citotóxica. Para além disso, é considerado um potenciador por coadjuvar a redução da actividade bacteriana quando usado em conjunto com antibióticos.
Para além de outros usos terapêuticos, a Ayurvedic Pharmacopoeia da Índia indica o uso do cormo para tratamento da hiperplasia prostática Os cormos contêm uma enzima do grupo da amilase com actividade diastática, ácido betulínico, tricontano, lupeol, stigmasterol, betasitosterol (e o seu palmitato) e glucose, galactose, rhamnose e xilose.
Também é utilizada amplamente como forragem para diversas espécies de animais domésticos.

## Taxonomia
A espécie Amorphophallus paeoniifolius foi descrita por (Dennst.) Nicolson e publicado em Taxon 26(2/3): 338. 1977. A etimologia do nome genérico Amorphophallus deriva das palavras gregas: amorphos e phallos, que significam pénis disforme. O epíteto específico paeoniifolius é neo-latino e significa "com folhas semelhantes a Paeonia".
Sendo uma espécie cultivada numa vasta região e apresentando grande variabilidade morfológica, o binome A. paeoniifolius  apresenta uma rica sinonímia, que inclui, entre outras, as seguintes combinações:
- Amorphophallus campanulatus Decne.
- Amorphophallus campanulatus var. blumei Prain
- Amorphophallus campanulatus f. darnleyensis F.M.Bailey
- Amorphophallus chatty Andrews
- Amorphophallus decurrens (Blanco) Kunth
- Amorphophallus dixenii K.Larsen & S.S.Larsen
- Amorphophallus dubius Blume
- Amorphophallus giganteus Blume
- Amorphophallus gigantiflorus Hayata
- Amorphophallus malaccensis Ridl.
- Amorphophallus microappendiculatus Engl.
- Amorphophallus paeoniifolius var. campanulatus (Decne.) Sivad.
- Amorphophallus rex Prain
- Amorphophallus rex Prain ex Hook. f.
- Amorphophallus sativus Blume
- Amorphophallus virosus N.E.Br.
- Arum campanulatum Roxb.
- Arum decurrens Blanco
- Arum phalliferum Oken
- Arum rumphii Gaudich.
- Arum rumphii Oken
- Candarum hookeri Schott
- Candarum roxburghii Schott
- Candarum rumphii Schott
- Conophallus giganteus Schott ex Miq.
- Conophallus sativus (Blume) Schott
- Dracontium paeoniifolium Dennst.
- Dracontium polyphyllum Dennst.
- Dracontium polyphyllum G.Forst.
- Hydrosme gigantiflora (Hayata) S.S.Ying
- Kunda verrucosa Raf.
- Plesmonium nobile Schott
- Pythion campanulatum Mart.